# 盈科拓展
盈科拓展集團是香港商人李嘉誠次子李澤楷創立的控股公司，旗下的盈科亞洲拓展有限公司（SGX：P15）於新加坡上市。盈科拓展集團分別持有電訊盈科及間接持有盈大地產兩間在香港上市公司的股權，及全資持有柏瑞投資。2006年美資的新橋資本提出以每股0.305坡元私有化盈科拓展。

## 業務
盈科拓展為電訊服務供應商，並提供銷售服務，公司亦涉足於下列業務：
- 地產投資及發展
- 科技相關業務（互聯網及多媒體）
- 電腦、工程及酒店等業務

## 旗下企業
- 電訊盈科
  - 香港電訊
  - 盈大地產
  - 香港電視娛樂
- 柏瑞投資
- 富衛保險
- Bolttech
- 東京丸之內四季酒店

## 收購事件

### 電訊盈科業務
2006年7月，盈科拓展將持有的百分之22.66%的電訊盈科股權以12億美元的代價出售給梁伯韜全資擁有的公司。惟交易的先決條件是盈科拓展的私有化方案不獲通過。11月30日，盈科拓展就商人梁伯韜收購電盈22.65%股權的建議，在新加坡舉行特別股東大會，結果以76%反對票否決收購建議。

### AIG投資諮詢和資產管理業務
2009年9月6日，AIG將旗下的投資諮詢和資產管理的部分業務，以5億美元售予盈科拓展集團（Pacific Century Group）的子公司寶橋融資有限公司（Bridge Partners LP）。 出售給寶橋融資的單位，業務遍及32國，管理約887億美元的機構和零售業客戶投資。 AIG將收到3億美元現金。

### ING亞洲保險業務
2012年10月19日，李澤楷透過私人持有的Pacific Century Group以21.4億美元（折合166億港元）收購ING位於香港、澳門和泰國的保險業務。ING預料可錄得交易利潤10億歐元（折合約101億港元）。
2013年8月14日，盈科拓展集團旗下保險業務機構富衛公司公布新公司品牌名稱─「富衛」，英文名稱為「FWD」。由即日起，「ING香港」正式命名為「富衛香港」（FWD Hong Kong）。

## 出售資產
2014年4月8日，盈大地產宣佈基滙資本以9.28億美元（約72.01億港元）收購北京盈科中心。

## 資料來源
1. ↑  
盈拓小股東否決售電盈[] 明報，2006年11月30日
2. ↑  .   [2014-04-08]. （原始内容存档于2014-04-08）.